# لشکر ۴۶ پیاده (بریتانیا)
لشکر ۴۶ پیاده بریتانیا (انگلیسی: 46th Infantry Division) لشکر پیاده‌نظام نیروی زمینی بریتانیا بود، که در سال ۱۹۳۹ تأسیس شد و در سال ۱۹۴۷ منحل گردید.
لشکر ۴۶ پیاده‌نظام، یک لشکر پیاده‌نظام ارتش بریتانیا بود که در طول جنگ جهانی دوم تشکیل شد و در نبرد فرانسه، لشکرکشی تونس و لشکرکشی ایتالیا جنگید. در مارس ۱۹۳۹، پس از آنکه آلمان دوباره به عنوان یک قدرت نظامی مهم ظهور کرد و چکسلواکی را اشغال کرد، ارتش بریتانیا با تکثیر واحدهای موجود، تعداد لشکرها را در ارتش سرزمینی افزایش داد. لشکر ۴۶ پیاده‌نظام در اکتبر ۱۹۳۹، به عنوان نمونه خط دوم لشکر ۴۹ پیاده تشکیل شد. گردان‌های این لشکر عمدتاً از مردانی بودند که در میدلند شمالی انگلستان زندگی می‌کردند.
قرار بود این لشکر برای تکمیل آموزش و آماده‌سازی در بریتانیا بماند و سپس ظرف دوازده ماه پس از شروع جنگ به فرانسه اعزام شود. با این حال، در آوریل ۱۹۴۰، این لشکر برای پیوستن به نیروی اعزامی بریتانیا در فرانسه اعزام شد و بیشتر واحدهای اداری، لجستیکی، سلاح‌های سنگین و توپخانه خود را رها کرد. این افراد به وظایف کارگری گمارده شدند.  پس از حمله آلمان به فرانسه، این لشکر که تنها تا حدی آموزش دیده و تجهیزات کافی نداشت، به خط مقدم اعزام شد. این لشکر در چندین درگیری آسیب دید، قبل از اینکه در جریان تخلیه دانکرک و تخلیه بعدی با نام رمز عملیات هوایی از فرانسه تخلیه شود. در بازگشت به بریتانیا، این لشکر بازسازی و به طور گسترده آموزش دید.
در دسامبر ۱۹۴۲، به شمال آفریقا عزیمت کرد و در نبرد تونس جنگید. در سال ۱۹۴۳، در سالرنو پیاده شد و تا سال ۱۹۴۳ و تا سال ۱۹۴۴ در ایتالیا جنگید. سپس به این لشکر سه ماه استراحت در آفریقا و خاورمیانه داده شد تا اینکه در جریان نبرد برای شکستن خط گوتیک به ایتالیا بازگشت. در پایان سال ۱۹۴۴، این لشکر پس از شروع مرحله دوم جنگ داخلی یونان به این کشور اعزام شد. این لشکر در چندین درگیری با پارتیزان‌های کمونیست شرکت کرد و به دولت یونان در برقراری نظم کمک کرد.  در سال ۱۹۴۵، این لشکر درست پس از آغاز حمله بهار ۱۹۴۵ در ایتالیا به ایتالیا بازگشت. این لشکر تا پس از پایان عملیات و پایان جنگ در اروپا به منطقه مقدم نرسید. سپس برای تشکیل بخشی از نیروی اشغالگر به اتریش لشکرکشی کرد. در آنجا، این لشکر در عملیات کیلهال شرکت کرد که شامل بازگرداندن اجباری قزاق‌ها به اتحاد جماهیر شوروی بود که برخی از آنها بعداً اعدام شدند. این لشکر در سال ۱۹۴۷ به عنوان بخشی از طرح ترخیص نیروهای بریتانیا پس از جنگ، در اتریش منحل شد.